# Justin Amash

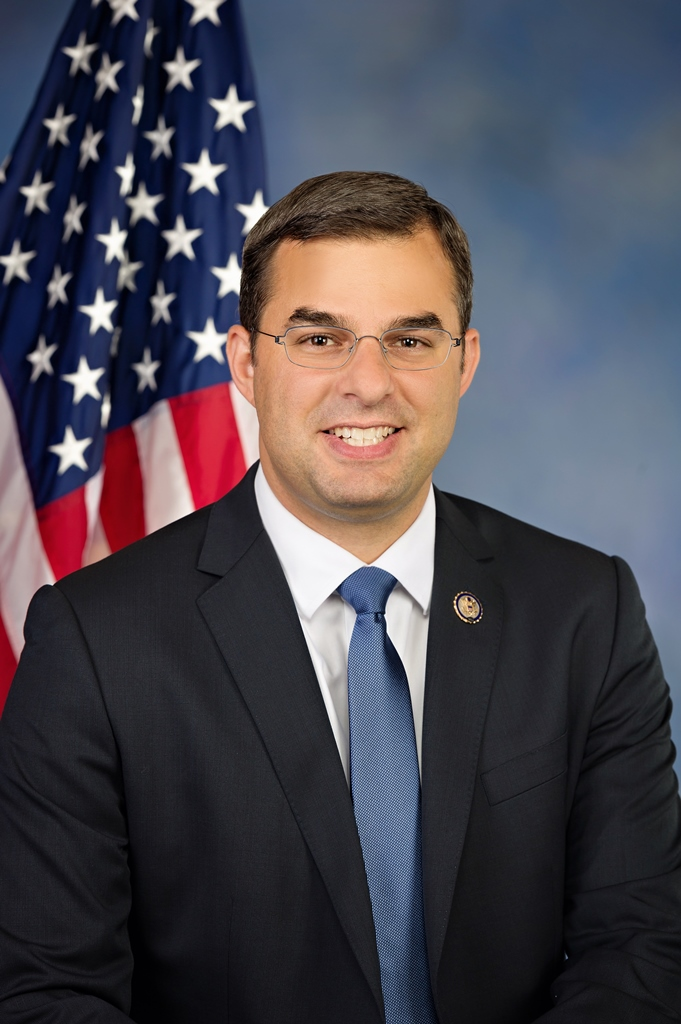
Justin Amash (2015)

Justin Amash (* 18. April 1980 in Grand Rapids, Michigan) ist ein US-amerikanischer Politiker. Von 2011 bis 2021 vertrat er den 3. Kongresswahlbezirk Michigans im US-Repräsentantenhaus. Amash gehörte der Republikanischen Partei an, bis er Juli 2019 unabhängig wurde. Im April 2020 trat er der Libertären Partei bei.

## Familie, Ausbildung und Beruf
Justin Amash besuchte die Grand Rapids Christian High School und studierte danach bis 2002 an der University of Michigan in Ann Arbor Wirtschaftslehre. Nach einem anschließenden Jurastudium an der gleichen Universität war er ab seiner Zulassung 2005 als Rechtsanwalt tätig.
Amash ist verheiratet und Vater dreier Kinder.

## Politische Laufbahn
Von Januar 2009 bis Januar 2011 war Amash Abgeordneter im Repräsentantenhaus von Michigan und vertrat dort den 72. Wahlbezirk.
Bei der Wahl zum US-Repräsentantenhaus am 2. November 2010, die als erste Halbzeitwahl in Barack Obamas Präsidentschaft eine Stärkung der Opposition (Tea-Party-Bewegung) brachte, wurde Amash im dritten Kongresswahlbezirk Michigans in das US-Repräsentantenhaus in Washington, D.C. gewählt, wo er am 3. Januar 2011 die Nachfolge von Vern Ehlers antrat; dieser hatte nach 17 Jahren auf eine erneute Kandidatur verzichtet. Amash setzte sich bei der Wahl mit 60 Prozent der Stimmen gegen den Demokraten Pat Miles durch.
Bei seinem Mandatsantritt am 3. Januar 2011 war Amash der zweitjüngste Abgeordnete im Kongress nach Aaron Schock aus Illinois. Amash gewann vier Wiederwahlen, zuletzt 2018. 2020 verzichtete er auf eine erneute Kandidatur. Er schied folglich zum 3. Januar 2021 aus dem US-Repräsentantenhaus aus.
Er ist bzw. war Mitglied im Committee on Oversight and Government Reform sowie in zwei von dessen Unterausschüssen. Außerdem gehört bzw. gehörte er dem United States Congress Joint Economic Committee an. Vormals gehörte er dem Haushaltsausschuss an. 

## Positionen und Kritik an Präsident Trump
Innerhalb seiner Partei steht er libertären Ideen und der Tea-Party-Bewegung nahe. Amash unterstützte den damaligen libertären Kongressabgeordneten Ron Paul in der Präsidentschaftsvorwahl seiner Partei 2012.
2013 legte er gegen die NSA-Vorratsdatenspeicherung den Entwurf eines Gesetzeszusatzes vor, der als Amash Amendment bekannt wurde. Unterstützt wurde er dabei von linken Demokraten wie John Conyers, aber auch von Konservativen wie Jim Sensenbrenner, einem Mitinitiator des USA PATRIOT Act. Der Sprecher des Repräsentantenhauses John Boehner, NSA-Direktor Keith Alexander und James L. Jones sprachen sich vehement gegen Amashs Entwurf aus. 94 Republikaner stimmten gegen ihren Sprecher Boehner und sogar eine Mehrheit der Demokraten, 111, gegen Präsident Obama, dennoch scheiterte der Antrag mit 205 zu 217.
Am 18. Mai 2019 sprach sich Amash als erster republikanischer Abgeordneter des US-Repräsentantenhauses für ein Amtsenthebungsverfahren (Impeachment) gegen US-Präsident Donald Trump aus. Der Bericht von Sonderermittler Robert Mueller zur Russland-Affäre belege mehrfach Verhalten, das eine Amtsenthebung rechtfertige. Amash unterstützte auch das im Herbst durchgeführte Impeachment-Verfahren gegen Trump im Repräsentantenhaus. So stimmte er als einziger Nicht-Demokrat (im Juli hatte er die Republikanische Partei verlassen) sowohl für die Eröffnung des Amtsenthebungsverfahrens am 31. Oktober 2019 als auch für die Bestätigung der beiden articles of impeachment, die Trump Fehlverhalten im Amt bescheinigten. Trump hielt am selben Abend eine Wahlkampfveranstaltung in Amashs Wahlbezirk ab. Am 15. Januar 2020 stimmte Amash dafür, die beiden articles of impeachment dem Senat der Vereinigten Staaten zuzuleiten.